# Dolmen von Roche-Cubertelle
Der Dolmen von Roche-Cubertelle liegt nahe der Straße Chemin du Dolmen, südlich der D 498, östlich des Weilers Les Rameaux in Luriecq in der Region Forez im Département Loire in Frankreich. Dolmen ist in Frankreich der Oberbegriff für neolithische Megalithanlagen aller Art (siehe: Französische Nomenklatur).
Eine Granitplatte, die horizontal auf drei Tragsteinen ruht, bildet den Rest eines sehr hohen Galeriegrabes, das das Aussehen eines Dolmens hat. Es ist eines der wenigen in dieser Region erhaltenen und seit 1916 als Monument historique eingestuft.